# 下戸
下戸（げこ）とは、体質的に酒やアルコール飲料を飲めない人のことを言う。

## 概要
古くから日本では、酒を全く飲めないか、または飲める量が他と比較しても少ない人を「下戸」と呼び、その対義語には「上戸」が宛てられる。酒類を多量に飲む行為やそれを行う向きを指して俗に「うわばみ」「ざる（水を汲んでも満ちない意を掛けている）」と呼び、また殊のほか酒類に強い向きを「酒豪」という。
「戸」とは律令制における課税単位のことであり、元来、最上位の大戸から、上戸、中戸、下戸と定めた上で婚礼時の酒量を決めたことから、転じて酒を良く飲む人を上戸（または大戸）、余り飲めない人を下戸と呼んだのが由来とされる。
尚、下戸とはあくまでもアルコールを体質的に受け付けない人のことであり、同じ酒を飲めない人でも疾病を理由に医師に飲酒を止められている人のことは下戸とはいわない。また、宗教上の理由や個人的な信条によって体質は兎も角として酒類を口にしない人のことは下戸とはいわない。一般に僅かばかりの酒でも飲むとすぐに酔ってしまう人や、少量の酒で悪酔いして気分が悪くなるなど、飲酒に対して耐性が無い様子を表している。